# Полюляк Микола Віталійович
Микола Віталійович Полюляк (нар. 4 жовтня 1990, Кам'янець-Подільський, Хмельницька область) — український баскетболіст. Гравець «Волиньбаскету».

## Клубна кар'єра
Вихованець Кам'янець-Подільської ДЮСШ № 1, де грав у баскетбол від 6 класу.
Після вступу до НУ «Львівська політехніка» приблизно рік серйозно не тренувався. А вже на другому курсі навчання звернувся до баскетбольного тренера Анатолія Заверікіна, відновив спортивну форму й згодом закріпився не лише в дублювальному, а й в основному складі «Політехніки-Галичина».
У січні 2013 року Микола Полюляк і Олександр Доленко на правах піврічної оренди перейшли до білоруського «Свіслоча», де виступали до травня, повернувшись до Львова. «Свіслоч» посів 4-е місце як у регулярному чемпіонаті, так і за підсумками плей-оф.
Виступав у складі збірної України на Літній Універсіаді 2013 у Казані.
Чемпіон України 2014 серед студентських команд у складі команди Національного університету «Львівська політехніка». Захисник «Політехніки-Галичина» (Львів) у сезоні 2014-15 року.
З 2015 року — гравець «Волиньбаскету».